# Phylloscopus
Phylloscopus är ett stort släkte med små insektsätande fåglar. Förr placerades detta släkte i den stora familjen Sylviidae, men förs nu istället till den nya familjen lövsångare (Phylloscopidae).

## Fältkännetecken
Arterna inom släktet är mycket aktiva sångare som under sina vakna tid ständigt är i rörelse. De förekommer främst i träd- och buskmarker och då främst i öppna biotoper. De förekommer från trädkronornas topp till undervegetationen. Merparten av arterna är mycket territoriella, både under häckningssäsongen och i vinterkvarteret.
De är små, har tunna näbbar och ben och de flesta är grön- eller brunfärgade på ovansidan och vita eller gula på undersidan.

## Utbredning
Släktet förekommer i Europa, Afrika och Asien, i sydost till Salomonöarna och i nordost en art till och med till västra Alaska (nordsångaren). Arter som häckar i de tempererade områdena är vanligtvis utpräglade flyttfåglar.

## Systematik
DNA-studier visar att Phylloscopus är polyfyletiskt så som det traditionellt är konstituerat i relation till det andra släktet i familjen Seicercus. Olika auktoriteter hanterar detta på olika vis. De flesta expanderar numera Phylloscopus till att även omfatta arterna i Seicercus (och därmed alla arter i familjen), medan exempelvis Howard & Moore för över arter från Phylloscopus till släktena Abrornis, Rhadina och Seicercus. 

### Arter inom släktet
Listan nedan följer AviList och grupperas efter föreslagna undersläkten för att belysa deras inbördes släktskap som de genetiska studierna avslöjat.
- Undersläkte Rhadina – urskiljs ibland som eget släkte
  - Grönsångare (P. sibilatrix)
  - Bergsångare (P. bonelli)
  - Balkansångare (P. orientalis)
- Undersläkte Abrornis – urskiljs ibland som eget släkte
  - Rhododendronsångare (P. pulcher)
  - Gråbröstad sångare (P. maculipennis)
  - Tajgasångare (P. inornatus)
  - Bergtajgasångare (P. humei)
  - Afghansångare (P. subviridis)
  - Kinesisk sångare (P. yunnanensis)
  - Kungsfågelsångare (P. proregulus)
  - Sichuansångare (P. forresti)
  - Gansusångare (P. kansuensis)
  - Himalayasångare (P. chloronotus)
- Undersläkte Phylloscopus – i begränsad mening
  - Kashmirsångare (P. tytleri)
  - Videsångare (P. schwarzi)
  - Gulstreckad sångare (P. armandii)
  - Stensångare (P. griseolus)
  - Alpsångare (P. affinis)
  - Brunsångare (P. fuscatus)
  - Sotsångare (P. fuligiventer)
  - Dvärgsångare (P. neglectus)
  - Lidsångare (P. subaffinis)
  - Lövsångare (P. trochilus)
  - Berggransångare (P. sindianus)
  - Kanariegransångare (P. canariensis)
  - Iberisk gransångare (P. ibericus)
  - Gransångare (P. collybita)
- Undersläkte N.N. – detta och följande släkten står alla närmare Seicercus än Phylloscopus i begränsad mening
  - Östlig kronsångare (P. coronatus)
  - Izusångare (P. ijimae)
  - Mindanaosångare (P. olivaceus)
  - Luzonsångare (P. cebuensis)
- Undersläkte Pindalus
  - Rostkronad sångare (P. ruficapilla)
  - Grönvingad sångare (P. umbrovirens)
  - Ugandasångare (P. budongoensis)
  - Svartkronad sångare (P. herberti)
  - Albertinesångare (P. laetus)
  - Katangasångare (P. laurae)
- Undersläkte Seicercus – urskildes tidigare (och i expanderad form i viss mån fortfarande) som eget släkte
  - Grönkronad bambusångare (P. burkii)
  - Gråkronad bambusångare (P. tephrocephalus)
  - Gråkindad bambusångare (P. poliogenys)
  - Glasögonbambusångare (P. intermedius, syn. Seicercus affinis)
  - Emeibambusångare (P. omeiensis)
  - Systerbambusångare (P. soror)
  - Bergbambusångare (P. valentini)
  - Himalayabambusångare (P. whistleri)
- Undersläkte Acanthopneuste
  - Emeikronsångare (P. emeiensis)
  - Kaukasisk lundsångare (P. nitidus)
  - Sibirisk lundsångare (P. plumbeitarsus)
  - Lundsångare (P. trochiloides)
  - Bäcksångare (P. magnirostris)
  - Drillsångare (P. tenellipes)
  - Sachalinsångare (P. borealoides)
  - Japansk sångare (P. xanthodryas)
  - Nordsångare (P. borealis)
  - Kamtjatkasångare (P. examinandus)
- Undersläkte Pycnosphrys, tidigare i Seicercus
  - Kastanjekronad sångare (P. castaniceps)
  - Sundasångare (P. grammiceps)
  - Gulbröstad sångare (P. montis)
- Undersläkte Cryptigata
  - Karstsångare (P. calciatilis)
  - Svartbrynad sångare (P. ricketti)
  - Gulgumpad sångare (P. cantator)
  - Västlig kronsångare (P. occipitalis)
  - Mindre kronsångare (P. reguloides)
  - Huanghesångare (P. claudiae)
  - Wuyisångare (P. goodsoni)
  - Hainansångare (P. hainanus)
  - Hmongsångare (P. ogilviegranti)
  - Vitstjärtad kronsångare (P. intensior)
  - Gråhuvad sångare (P. xanthoschistos) – placerades tidigare i Seicercus
  - Rotesångare (P. rotiensis) – nyligen beskriven art
  - Indonesisk sångare (P. trivirgatus)
  - Timorsångare (P. presbytes)
  - Filippinsångare (P. nigrorum)
  - Lompobattangsångare (P. sarasinorum)
  - Sulawesisångare (P. nesophilus)
  - Kolombangarasångare (P. amoenus)
  - Numforsångare (P. maforensis)
  - Biaksångare (P. misoriensis)
  - Makirasångare (P. makirensis)
  - Papuasångare (P. poliocephalus)